# Dietmar Schwalke
Dietmar Schwalke (nascut el 21 d'agost de 1958 a Pinneberg (Schleswig-Holstein), és un violoncel·lista alemany i membre de l'Orquestra Filharmònica de Berlín.

## Biografia
Dietmar Schwalke va créixer a Pinneberg i Hamburg. El 1974, als 16 anys, va ser acceptat a la classe de violoncel d'Arthur Troester com a jove estudiant a la Universitat de Música d'Hamburg. Als 19 anys, es va canviar amb Wolfgang Boettcher de la Universitat de les Arts de Berlín, ara la Universitat de les Arts de Berlín. Va completar els seus estudis amb el violoncel·lista francès Pierre Fournier.
Dietmar Schwalke va ser, entre altres coses, Becari del Concurs de Música Alemany (1980) i guardonat de la 26a Selecció Federal de Concerts de Joves Artistes (1982). Va debutar l'any 1981 a la Filharmònica de Berlín amb el concert per a violoncel de Robert Schumann amb l'actual Orquestra Simfònica d'Alemanya de Berlín, aleshores l'Orquestra Simfònica de la Ràdio de Berlín.
Dietmar Schwalke va ser membre del "Kreuzberg String Quartet" de Berlín durant set anys (del 1983 al 1989), cosa que el va portar a tots els escenaris importants de la música europea. Paral·lelament, va ocupar una plaça de professor de violoncel i professor convidat de música de cambra a la Universitat de les Arts.
Dietmar Schwalke és membre de la Filharmònica de Berlín des del gener de 1994. Dins de l'orquestra pertany a diverses formacions de música de cambra, com ara: B. els 12 violoncel·listes. L'abril de 2009, Dietmar Schwalke es va unir al "Philharmonia Quartet Berlin", que estava format per membres de la Filharmònica de Berlín i va actuar a tot el món durant més de 30 anys fins al març de 2019.
En els últims anys, Dietmar Schwalke s'ha ocupat cada cop més de la música antiga i la seva pràctica interpretativa.

## Instrument
Dietmar Schwalke toca un violoncel del mestre Jean Christophe d'Avignon (vers 1685).

## Discografia
Classic Studio Berlin (entre 1982 i 1985)

- Johannes Brahms: Sonata per violoncel Fa major op.99;
- Franz Schubert: Sonata per arpeggio en la menor D 821.
- Ludwig van Beethoven: Sonata per violoncel en la major op.69;
- Felix Mendelssohn-Bartholdy: Sonata per a violoncel en re major.
- Ludwig van Beethoven: Trio per a piano, clarinet i violoncel en si major op.11;
- Johannes Brahms: 'Trio per a clarinet, violoncel i piano en la menor op.114.
- Johann Sebastian Bach: Suite per a violoncel sol en re menor BWV 1008; Suite per a violoncel sol en do menor BWV 1011.
- Richard Strauss: Sonata per violoncel Fa major op.6;
- Robert Schumann: Peces de fantasia per a violoncel i pianoop.73;
- Claude Debussy: Sonata per violoncel en re menor;
- David Popper: Dansa de fades amb Dietmar Schwalke: violoncel; Jonathan Alder, piano; Seiki Shinohe, clarinet.

Enregistrament digital CPO (1986)

- Aribert Reimann: No revelat per a baríton i quartet de corda. Richard Salter, baríton; "Kreuzberger String Quartet Berlin"

Nova sèrie ECM (1995)

- Música d'Arvo Pärt "Spiegel im Spiegel" al CD "Alina" Dietmar Schwalke, Alexander Malter

Nimbus Records (1999)

- Richard Strauss: Metamorfosis i Sextet Capriccio;
- Arnold Schönberg: Nit transfigurada (amb el quartet Brandis)

Ahl Classics (1999)

- Serguei Rakhmàninov: Trio Élégiaque op.9 per a piano, violí i violoncel. "Vincent Trio": Christian Stadelmann, Dietmar Schwalke, Alexander Malter

Senador (2008)

- Lluernes al jardí – música de pel·lícula de Javier Navarrete. "Vincent Trio": Christian Stadelmann, Dietmar Schwalke, Alexander Malter

Els 12 violoncel·listes de la Filharmònica de Berlín

- Southamerican Getaway (2000) EMI (amb Juliane Banse)
- Round Midnight (2002) EMI (amb Till Brönner)
- A mesura que passa el temps (2004) EMI (amb Till Brönner i Max Raabe)
- Angel Dances (2006) EMI (amb Jocelyn B. Smith, Cor de Ràdio Berlin, Markus Stockhausen)
- Fleur de Paris (2010) EMI
- DVD Concert d'aniversari (2012) EuroArts
- Hora Cero (2016) SONY

Enregistraments amb el Philharmonia Quartet Berlin

- Quartets de corda de Beethoven op.59 i op.74 (Thorofon 2013)
- Brahms Complete String Quartets (Thorofon 2015)

Edició

- Arvo Pärt: Fratres per a violoncel i piano a Universal Edition (ue 19 563)